# GC Pharma
GC Pharma (Green Cross Corporation) ist ein 1967 gegründetes biopharmazeutisches Unternehmen mit Hauptsitz in Yongin, Südkorea. GC Pharma ist auf die Entwicklung und Vermarktung von Impfstoffen, Proteintherapien und therapeutischen Antikörpern für die Onkologie und Infektionskrankheiten spezialisiert.
Das Unternehmen wurde am 5. Oktober 1967 als „Sudo Microorganism Medical Supplies Co.“ gegründet und 1971 in „Green Cross“ umbenannt. Aktueller President ist Eun Chul Huh (Vorgänger: Huh Young-sup).
Es wird unter der Kennung „KRX: 006280“ am Korea Exchange gehandelt.
GC Pharma ist der größte Hersteller von Plasmaproteinprodukten in Asien. 
Im Dezember 2019 kooperierte GC Pharma mit dem estnischen Fitness-Blockchainunternehmen Lympo im Kampf gegen Adipositas.